# Лукьянова, Тамара Дмитриевна
Тама́ра Дми́триевна Лукья́нова (род. 17 ноября 1930, Москва) — советская и российская танцовщица, педагог, хореограф.
Училась в Московском хореографическом училище у Марии Кожуховой (окончила в 1949 году). Также была ученицей Елены Россе. С 1949 года — танцовщица ансамбля «Берёзка», позднее — режиссёр-репетитор и заместитель художественного руководителя ансамбля.
В конце 1970-х годов основала Государственный ансамбль танца России, с момента создания по 2003 год — художественный руководитель и постановщик программ ансамбля.
Заслуженная артистка РСФСР (23.02.1960), народная артистка РСФСР (28.03.1986).